# British Columbia New Democratic Party
Die British Columbia New Democratic Party (NDP; frz. Nouveau Parti démocratique de la Colombie-Britannique) ist eine sozialdemokratische politische Partei in der kanadischen Provinz British Columbia. Im Gegensatz zu den meisten anderen kanadischen Parteien ist sie ein integraler Bestandteil der Mutterpartei auf Bundesebene, der Neuen Demokratischen Partei. Dies bedeutet, dass Mitglieder der Provinzpartei automatisch auch der Bundespartei angehören, was im politischen System Kanadas üblicherweise nicht der Fall ist. Seit der Wahl am 24. Oktober 2020 stellt die NDP 57 von 87 Abgeordneten in der Legislativversammlung von British Columbia.

## Geschichte
Gegründet wurde die Partei 1933 als Sektion der Co-operative Commonwealth Federation (CCF). Die CCF gewann bei der Wahl im selben Jahr sieben Sitze und war damit auf Anhieb zweitstärkste Partei. 1935 erfolgte der Zusammenschluss mit der Sozialistischen Partei Kanadas. 1936 wurde der christlichsoziale Parteiführer Robert Connell wegen politischer Differenzen ausgeschlossen. Zusammen mit drei weiteren Abgeordneten gründete er die Social Constructive Party, die jedoch bald in der Versenkung verschwand.
Um zu verhindern, dass die CCF mit ihrem gestiegenen Wähleranteil die Mehrheit der Sitze gewinnen könnte, bildeten die British Columbia Liberal Party und die British Columbia Conservative Party ab 1941 eine Koalitionsregierung. Diese Koalition hatte während zehn Jahren Bestand und hielt die CCF erfolgreich von der Regierung fern.
Nach dem Auseinanderbrechen der Koalition 1951 führte die Regierung Instant-Runoff-Voting als Wahlsystem ein, in der Erwartung, dass konservative Wähler die Liberalen als zweite Präferenz angeben würden, und umgekehrt. So sollte ein Wahlsieg der CCF verhindert werden. Doch weder die Regierungsparteien noch die CCF gewannen die Wahl, sondern die British Columbia Social Credit Party, die während der nächsten 40 Jahre die Provinzpolitik dominieren sollte. Der langjährige Premierminister W. A. C. Bennett bezeichnete die CCF als „rote Gefahr“ und deren Mitglieder gar als „sozialistische Horden“.
1960 änderte die CCF ihren Namen zunächst in New Party, 1961 schließlich in New Democratic Party, nachdem die Bundespartei eine Allianz mit dem Canadian Labour Congress gebildet hatte. Bei der Wahl 1972 gewann die NDP die Mehrheit der Sitze und David Barrett wurde der erste sozialdemokratische Premierminister von British Columbia. 1975 verlor Barrett eine vorgezogene Neuwahl gegen Bill Bennett, dem Sohn von W. A. C. Bennett. 1979 erreichte die NDP mit 45,99 % den höchsten Wähleranteil der Parteigeschichte, was jedoch knapp nicht für die Mehrheit der Sitze reichte.
Michael Harcourt rückte die Partei ab 1987 näher an die Mitte des politischen Spektrums. 1991 konnte die NDP nach zwölf Jahren in der Opposition wieder die Regierung stellen. 1996 übernahm Premierminister Harcourt die Verantwortung für die „Bingogate“-Affäre und trat zurück, obwohl er nicht in diesen Skandal verwickelt war, bei dem ein Parteimitglied die Einnahmen eines Wohltätigkeits-Bingos in die Parteikasse hatte fließen lassen. Glen Clark führte die Partei 1996 erneut zum Wahlsieg. Doch auch Clark war in einen Skandal verwickelt und trat 1999 zurück. Clarks Nachfolger Dan Miller und Ujjal Dosanjh konnten den Niedergang der NDP nicht aufhalten. Die Partei erlitt bei der Wahl 2001 eine schwere Niederlage gegen die Liberalen und verlor 37 ihrer 39 Sitze. 2003 wurde Carole James zur neuen Parteivorsitzenden gewählt. Unter ihrer Führung konnte die NDP bei den Wahlen 2005 die Verluste fast wieder wettmachen, der angestrebte Wahlsieg gelang vier Jahre später nicht.
Bei der Wahl am 9. Mai 2017 errang die NDP 41 von 87 Sitzen und lag damit knapp hinter den Liberalen. Zusammen mit der Green Party of British Columbia, die drei Sitze errungen hatte, stellte sie jedoch die Mehrheit und stürzte am 29. Juni 2017 die liberale Minderheitsregierung von Christy Clark. Der NDP-Vorsitzende John Horgan wurde kurz darauf zum Premierminister der Provinz gewählt.

## Wahlergebnisse
Ergebnisse der British Columbia New Democratic Party bei den Wahlen zur Legislativversammlung:
| Wahl | Sitze total | Kandi- daten | Gew. Sitze | Stimmen | Anteil  |
| ---- | ----------- | ------------ | ---------- | ------- | ------- |
| 1933 | 47          | 46           | 7          | 120.185 | 31,53 % |
| 1937 | 48          | 46           | 7          | 119.400 | 28,57 % |
| 1941 | 48          | 45           | 14         | 151.440 | 33,36 % |
| 1945 | 48          | 48           | 10         | 175.960 | 37,62 % |
| 1949 | 48          | 48           | 10         | 245.284 | 35,10 % |
| 1952 | 48          | 48           | 18         | 236.582 | 30,78 % |
| 1953 | 48          | 47           | 14         | 224.513 | 30,85 % |
| 1956 | 52          | 51           | 10         | 231.511 | 28,32 % |
| 1960 | 52          | 52           | 16         | 326.094 | 32,73 % |

| Jahr | Sitze total | Kandi- daten | Gew. Sitze | Stimmen | Anteil  |
| ---- | ----------- | ------------ | ---------- | ------- | ------- |
| 1963 | 52          | 52           | 14         | 269.004 | 27,80 % |
| 1966 | 55          | 55           | 16         | 252.753 | 33,62 % |
| 1969 | 55          | 55           | 12         | 331.813 | 33,92 % |
| 1972 | 55          | 55           | 38         | 448.260 | 39,59 % |
| 1975 | 55          | 55           | 18         | 505.396 | 39,16 % |
| 1979 | 57          | 57           | 26         | 646.188 | 45,99 % |
| 1983 | 57          | 57           | 22         | 741.354 | 44,94 % |
| 1986 | 69          | 69           | 22         | 824.544 | 42,60 % |
| 1991 | 75          | 75           | 51         | 595.391 | 40,71 % |
| 1996 | 75          | 75           | 39         | 624.395 | 39,45 % |
| 2001 | 79          | 79           | 2          | 343.156 | 21,56 % |
| 2005 | 79          | 79           | 33         | 731.719 | 41,52 % |
| 2009 | 85          | 85           | 36         | 647.876 | 42,03 % |
| 2013 | 85          | 85           | 34         | 715.999 | 39,71 % |
| 2017 | 87          | 87           | 41         | 795.106 | 40,28 % |
| 2020 | 87          | 87           | 57         | 899.365 | 47,70 % |
| 2024 | 93          | 93           | 47         | 943.915 | 44,87 % |

## Parteivorsitzende
| Name             | Vorsitz             | Premier   |
| ---------------- | ------------------- | --------- |
| Robert Connell   | 1933–1936           |           |
| Harold Winch     | 1939–1953           |           |
| Arnold Webster   | 1953–1956           |           |
| Robert Strachan  | 1936–1969           |           |
| Thomas Berger    | 1969                |           |
| David Barrett    | 1969–1984           | 1972–1975 |
| Bob Skelly       | 1984–1987           |           |
| Michael Harcourt | 1987–1996           | 1991–1996 |
| Glen Clark       | 1996–1999           | 1996–1999 |
| Dan Miller       | 1999–2000           | 1999–2000 |
| Ujjal Dosanjh    | 2000–2001           | 2000–2001 |
| Joy MacPhail     | 2001–2003 (interim) |           |
| Carole James     | 2003–2011           |           |
| Dawn Black       | 2011 (interim)      |           |
| Adrian Dix       | 2011–2014           |           |
| John Horgan      | 2014–2022           | 2014–2022 |
| David Eby        | 2022–               | 2022–     |